# Возвращение Троцкого в Россию (1917)

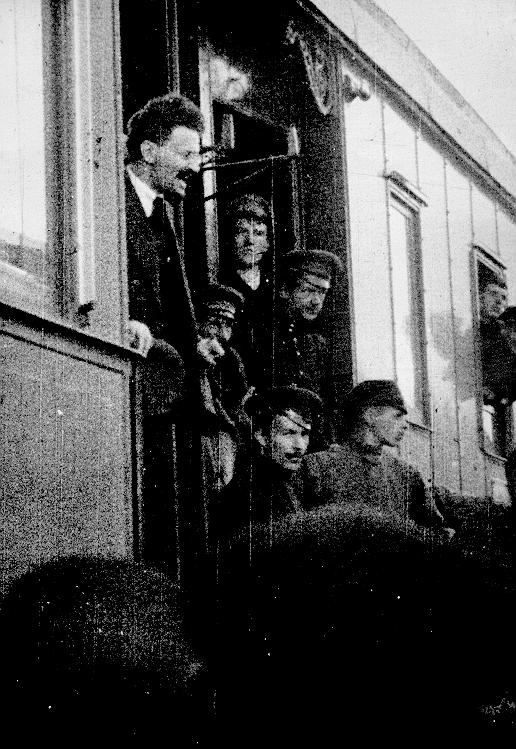
Прибытие Троцкого в Петроград, года

Возвращение Троцкого в Россию — переезд Льва Троцкого из Нью-Йорка в Петроград после Февральской революции 1917 года. Во время возвращения из эмиграции он был арестован британскими властями в канадском Галифаксе, но вскоре освобождён. Троцкий был встречен представителями Межрайонной группы и большевиками на Финляндском вокзале, после чего он присоединился к «межрайонцам» и начал публичное сближение с Лениным, завершившееся совместным захватом власти в октябре 1917 года.

## Предыстория. Троцкий в США
13 января 1917 года Лев Троцкий со своей семьёй прибыл из испанской Барселоны в Нью-Йорк, где поселился в районе Бронкс. За неполные два месяца до Февральской революции в России он составил большие планы по обустройству в США, часть из которых он даже успел осуществить. Троцкий планировал продолжать привычную ему «литературно-политическую» деятельность — на службу он устраиваться не собирался. В первые же дни своего пребывания в Северной Америке Троцкий выступил против политической позиции большевиков (в частности, Николая Бухарина и Александры Коллонтай), призывавших в те годы к отделению левой, революционно настроенной, части американских социалистов и к созданию ими отдельной партии; Троцкий своими речами активно «встал на пути» у этого плана — о чём Коллонтай уведомила Владимира Ленина.

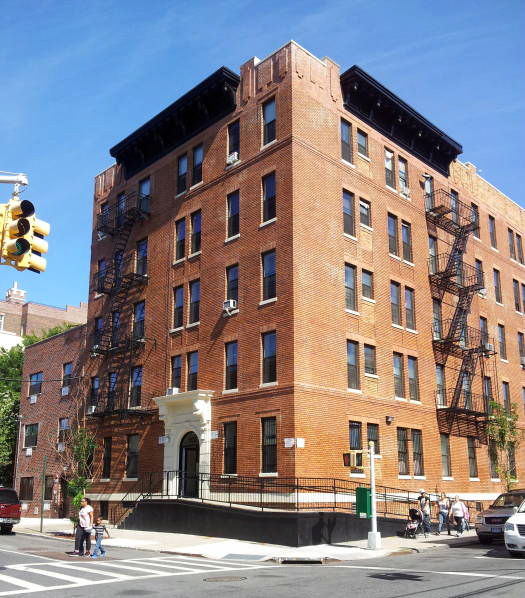
1522 Vyse Avenue: Дом Троцкого в Бронксе

Троцкий охотно сотрудничал с русскоязычной газетой «Новый мир», принадлежавшей к левому крылу социал-демократического движения, а также с еврейской рабочей газетой «Форвертс» (идиш פֿאָרווערטס‎, Forverts или Vorwärts), имевший в те годы двухсоттысячный тираж. У него сложились «тёплые отношения» с проживавшими в США марксистами. 5 марта на организованном Социалистической партией США митинге он и американский коммунист Луис Фраина даже предложили — в случае вступления Америки в Первую мировую войну — устроить забастовки и активно сопротивляться мобилизации. Это предложение было отвергнуто более консервативным руководством партии. Кроме того, Троцкий резко полемизировал с издававшимися в Нью-Йорке русскоязычными либеральными газетами «Русский голос» и «Русское слово».
Троцкого приглашали на многочисленные «политические банкеты», созывавшиеся для сбора партийных средств — причём не только в Нью-Йорк, но и в соседние крупные города Восточного побережья США. Несмотря на всё это, свержение самодержавия на родине привело к тому, что Троцкий срочно начал готовить своё возвращение в Петроград.

## Путь в Россию

### Визы и сбор денег
25 марта 1917 года Троцкий посетил Российское генеральное консульство, где «с удовлетворением» обратил внимание на то, что на стене уже нет портрета русского царя. «После неизбежных проволочек и препирательств» он в тот же день получил необходимые документы для возвращения в Россию — никаких препон старые имперские чиновники ему не ставили. Американские власти также оперативно предоставили возвращавшимся визы на выезд из страны. Видимо, в общей суматохе транзитные документы выдало и консульство Великобритании — позже это решение будет дезавуировано лондонским начальством. Возможно, американские власти впоследствии сожалели о выдаче Троцкому документов на отъезд: в следующие месяцы Государственный департамент настоятельно предупреждал контрольные службы о необходимости более тщательной проверки возвращающихся эмигрантов.
Кроме того, сторонники Троцкого «разных национальностей» проводили сбор денег в пользу отъезжавших революционеров: среди согласившихся пожертвовать на нужды революции доминировали немецкие военнопленные. По словам самого Троцкого, этот сбор дал 310 долларов, которые были распределены между всеми членами группы, отправлявшимися в Россию.

### Митинг и пароход
Уже 27 марта Троцкий с семьёй и несколькими другими эмигрантами, с которыми он успел сблизиться в США — Г. Н. Мельничанским, Г. И. Чудновским (помощник Троцкого), Романченко К. А., Никитой Мухиным и Львом (Лейбой) Фишелевым — поднялся на борт парохода «Христианиафиорд» («Христианиа-Фиорд») (норв. Kristianiafjord), следовавшего в Европу — в норвежский Берген (всего через несколько месяцев, в июне 1917 года, этот пароход погиб в районе Ньюфаундленда).
Перед отъездом, во время прощального выступлении на американской земле — в «Harlem River Park Casino» — Лев Давидович призвал жителей США организоваться и «сбросить проклятое, гнилое, капиталистическое правительство». Проводить Троцкого в порт пришло около 300 человек: непосредственно на бот его занесли на плечах восторженные друзья и сторонники. Американский журналист Франк Харрис (Frank Harris), предупреждал Троцкого, что во время его трансатлантического путешествия тот может оказаться в руках британских властей.

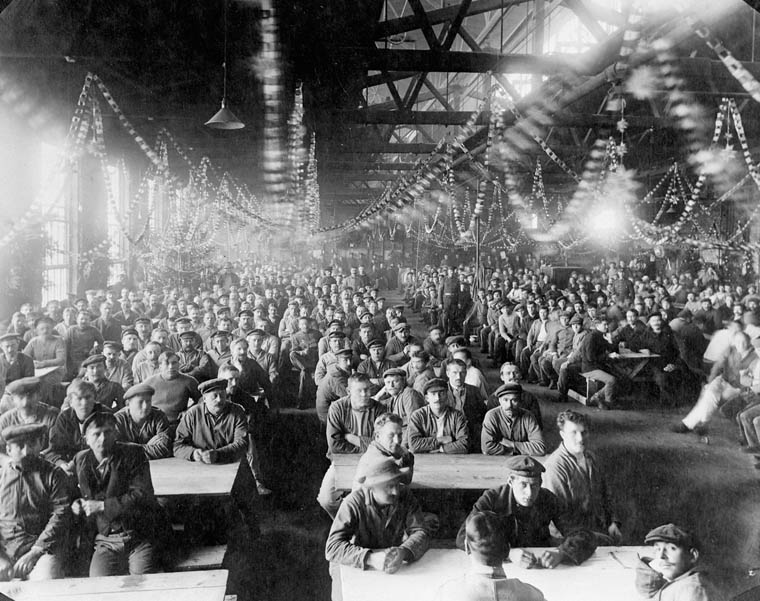
Лагерь для военнопленных в Амхерсте (декабрь 1916)

### Арест в Канаде
Как и предупреждал Харрис, в канадском городе Галифакс, во время досмотра корабля и пассажиров, британские власти интернировали Льва Троцкого. В лагере для военнопленных он продолжил революционную работу среди нескольких сотен немецких солдат — его выступления имели успех. Задержание Троцкого вызвало резонанс как в российской прессе, так и на международной арене — при этом, освобождению Троцкого активно способствовал лидер большевиков Владимир Ленин. В результате, арест, длившийся несколько недель, сблизил Троцкого с большевиками. После освобождения Троцкий с семьёй продолжил свой путь в Европу.

### Окончание пути
С трансатлантического парохода, который доставил группу Троцкого из Галифакса в Швецию, революционер пересел на поезд. С пересадкой в Финляндии, он вскоре добрался до Петрограда — на этот раз британские власти, охранявшие Шведско-Финскую границу, препятствий ему не чинили.
В столице бывшей Российской империи Троцкий появился 4 (17) мая 1917 года. На ближайшей к городу станции Белоостров, где проходила финская граница, в вагон Троцкого — в котором также находились председатель 2-го Интернационала Эмиль Вандервельде и бельгийский социалист Хендрик де Ман — вошли для встречи российского революционера представители большевиков и группы объединённых интернационалистов (точнее, Межрайонной социал-демократической организации). «Межрайонцев» представляли старый знакомый Троцкого Моисей Урицкий и армянский социал-демократ Лев Карахан — оба они играли в организации ведущие роли. В отличие от них, большевики прислали для встречи менее высокопоставленную фигуру — рабочего металлиста Григория Фёдорова. Меньшевики встречать Троцкого не стали.
На том же Финляндском вокзале, где месяц назад «дебютировал» Ленин, состоялся митинг с официальными приветствиями, причём Фёдоров говорил и от имени Владимира Ильича лично. В своём заготовленном выступлении Фёдоров акцентировал внимание на дальнейших этапах революции, диктатуре пролетариата и социалистическом пути развития. Троцкий «принял протянутую Лениным руку» и в своей ответной речи выступил в согласии с ленинскими позициями.

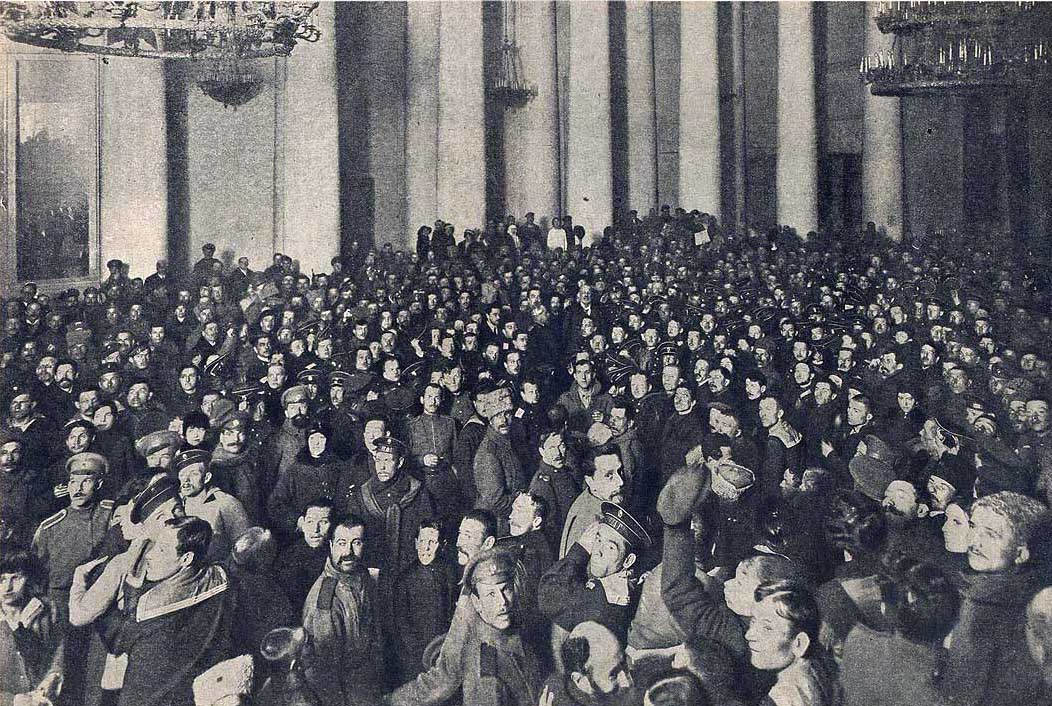
Таврический дворец весной 1917 года

### Обустройство в Петрограде
С большим трудом Троцкий с семьёй смог поселиться в одной комнате небольшой гостиницы «Киевские номера». Уже на следующий день к нему явился бывший слесарь Александр Логинов (Серебровский), ставший к тому времени инженером и офицером, а в 1905 году участвовавшим в боевой дружине Петербургского Совета, во главе которого стоял Троцкий. По предложению Логинова Троцкий перебрался в его «богатую» квартиру — вскоре, по причине политических разногласий, семья Троцких-Седовых вернулась в гостиницу.

## Последствия и влияние
5 (18) мая 1917 года — на следующий день после приезда в столицу — Троцкий явился на заседание Петроградского Совета в Таврический (иногда, ошибочно — Смольный) дворец. Его «сухо» приветствовал председатель Николай Чхеидзе, но — по предложению большевика Льва Каменева — Исполком Совета постановил включить Троцкого в свой состав, с правом совещательного голоса. Основанием для этого решения было то, что Троцкий являлся председателем Совета в 1905 году. Лев Давидович «получил свой членский билет и стакан чаю с чёрным хлебом».

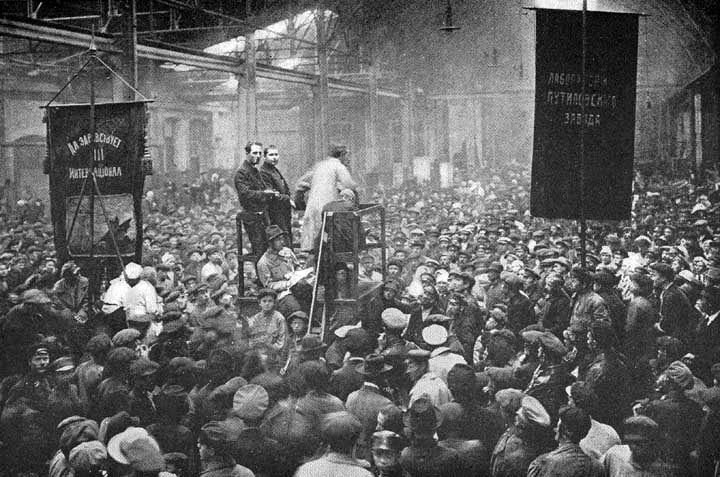
Митинг на Путиловском заводе (1917)

В результате своего возвращения из эмиграции, Троцкий смог выступать в Петроградском совете — и, тем самым, влиять на принимаемые Советом решения. Он также получил возможность присоединиться к «группировке», именовавшей себя Петербургским межрайонным комитетом объединённых социал-демократов интернационалистов и в основном поддерживавшей большевистские лозунги (за исключением тезиса о превращении империалистической войны в гражданскую). Быстрый рост «межрайонки», достигшей в середине 1917 года численности в четыре тысячи членов — преимущественно из представителей интеллигенции — был связан в первую очередь с тем, что в её состав вошёл Троцкий.
Активное участие Ленина и большевистской фракции в освобождении Троцкого, к которому в предшествующие годы будущий глава Совнаркома «не питал особой любви» (англ. had no special love), способствовало политическому союзу между Троцким и Лениным — а кроме того, сделало самого Троцкого всероссийской «знаменитостью». В наступившей после Февраля «абсолютной свободе слова» революционер оказался востребован массами. Он выступал в Совете и на Путиловском заводе, а также ездил в Кронштадт, где его речи с восторгом встречали революционные матросы; иногда выступал совместно с Анатолием Луначарским. После окончательного сближения с большевиками, произошедшего через полгода после возвращения из США, Троцкий стал одним из ключевых организаторов Октябрьского захвата власти.